# Patronimico
Il patronimico è l'espressione onomastica delegata a indicare il vincolo col proprio padre. Nelle diverse lingue esistono varie locuzioni o suffissi che identificano il patronimico, come ad esempio in arabo ibn, nelle lingue slave -vić, nelle lingue germaniche -son. Talvolta il patronimico è parte integrante del nome della persona, altre volte invece può essere un appellativo, come nel caso del "Pelide Achille", in cui Pelide significa "figlio di Peleo".
Il patronimico non va confuso con il patrionimico, che è invece il termine che identifica la provenienza geografica della persona. Leonardo di ser Piero da Vinci è un esempio di nome che utilizza il patronimico più il patrionimico.

## Storia

### Nel mondo antico
Uno degli usi più antichi del patronimico è documentato nella Bibbia ebraica, e nell'onomastica greca: al nome proprio di una sola parola (antroponimo), con un significato ben preciso in lingua madre e dato spesso dall'unione di due brevi parole, seguivano le parole (figlio) di e il nome del padre.

### Nell'antica Grecia
Nell'antica Grecia l'uso del patronimico era molto diffuso e si otteneva unendo il nome del padre e il suffisso Ide come ad esempio "Pelide"(figlio di Peleo), "Atride"(figlio di Atreo), "Criseide"(figlia di Crise) e così via. Il patronimico era riservato solo alle persone importanti quindi soldati d'alto rango, re, semidei ecc. Invece per le persone comuni non si usava il patronimico come ad esempio "Tersite" che era un soldato semplice e disprezzato.

### Nei paesi slavi e ex sovietici
Il patronimico è parte integrante e ufficiale del nome di una persona nei paesi ex-sovietici. Ad esempio in Russia si forma aggiungendo al nome del padre la desinenza "-vič" (-вич) per gli uomini e "-vna" (-вна) per le donne (es. Michail Sergeevič, Michail figlio di Sergej; Zinaida Petrovna, Zinaida figlia di Pëtr). Ogni persona in Russia è identificata da nome, patronimico e cognome.

### In Etiopia
In Etiopia, il patronimico è parte integrante del nome di un individuo, ma non solo, anche il nome del nonno paterno è parte integrante del nome di un individuo.
A differenza di molti paesi che adottano o usano il sistema patronimico in Etiopia non viene aggiunto nessun suffisso al nome del padre o del nonno per indicare la parentela, ma si scrivono semplicemente i nomi (es. Taitu Betul Haile Mariam); in questo esempio possiamo vedere il nome, cioè Taitu; il nome del padre, Betul; il nome del nonno, cioè Haile Mariam.

### In Asia centrale
Nelle lingue turche, specie quelle dell'Asia centrale, si usa il patronimico oltre al cognome, aggiungendo la desinenza "-uli" per i maschi e "-qyzy" per le femmine al nome del padre.

### In Scandinavia
In molte aree i patronimici sono utilizzati al posto del cognome. Così avviene in Islanda (con l'utilizzo anche di alcuni matronimici) dove vige un'onomastica particolare e poche persone sono identificate da un cognome. Si forma aggiungendo al genitivo del nome del padre la desinenza "-son" per gli uomini e "-dóttir" per le donne (es, Sigmund Guðmundsson, Sigmund figlio di Guðmund; Björk Guðmundsdóttir, Björk figlia di Guðmund). Tale usanza era la norma in tutta la Scandinavia fino al diciannovesimo secolo, mentre oggi è meno frequente in Svezia, Norvegia e Danimarca. 

### In Italia
In Italia molti cognomi sono in realtà dei patronimici, derivati dall'uso del genitivo latino nelle formule ufficiali, come nel caso dei Placiti Cassinesi, che non scomparve se non tardi nell'era romanza. Così Giannini vuol dire figlio di un tal Giovannino, Mattei vuol dire figlio di Matteo, Maffei figlio di Maffeo, Pietri (o Petri) significa figlio di Pietro. Equivalenti ai precedenti terminanti in -i, sono patronimici anche i cognomi formati dalla preposizione di/de seguita da un nome, come Di Giovanni o De Giovanni che vuol dire figlio di Giovanni, Di Matteo o De Matteo figlio di Matteo, Di Maffeo o De Maffeo figlio di Maffeo, Di Pietro o De Pietro figlio di Pietro.
Fino al XVII secolo, in Italia anche coloro che disponevano di un cognome utilizzavano uno o più patronimici che indicavano il nome del padre, del nonno e a volte anche del bisnonno (es. Donato di Niccolò di Betto Bardi).

### Nei paesi anglosassoni
Molti cognomi britannici, per esempio: Wilson (figlio di William), Jackson (figlio di Jack), Johnson (figlio di John). In modo simile, altre culture nordiche che in passato utilizzavano il patronimico sono passate all'uso di tramandare l'ultimo nome (il cognome) del padre ai figli e alla moglie.
Nei cognomi gallesi, per indicare il padre si usa la particella "ap" così ap Hywel sta a significare "figlio di Hywel". Dopo la fine del medioevo, i patronimici in Galles caddero in disuso, ma diede origine a cognomi comuni tutt'oggi, come Powell (crasi di ap Hywel) o Price (ap Rhys).
Nei cognomi irlandesi la discendenza dal medesimo avo (casata), si indica con il prefisso gaelico Ó trasformato in seguito in O', e nella maggioranza dei casi dismesso col tempo. Un esempio di cognomi irlandesi derivati dal gaelico d'Irlanda sono: Ó Brian (O'Brian, Brian, Brien); Ó Crotaigh (O'Crotty, Crotty, Crotti); Ó Callachain (O'Callaghan, Callaghan).
Viceversa figlio di è indicato con il prefisso mac. Ne sono esempi i cognomi che iniziano con Mac o Mc, come McGrady, MacCarthy o McKenna.
Lo stesso si può dire anche nei cognomi scozzesi, con analogo significato di casata (clan) e di "figlio di".
Ad esempio
O' Cain (anglicizzato O'Kean) o
O' Luingeachain
e MacLeod, MacIntosh o Mac Coinnich (anglicizzato in Mckenzie o Mackenzie).

### Nei paesi arabi
Nella onomastica araba classica, il patronimico è introdotto dai sostantivi maschili ibn (ابن), bin (بن) o ben (voce dialettale), e da quello femminile bint (ﺑﻨﺖ) aventi il significato di "figlio/a di". Tali termini, seguiti dal nome del genitore, individuano il nasab, ossia il rapporto di filiazione. Così, ad esempio, il nome Muhammad ibn ʿAbd llāh ha il significato di Muhammad "figlio di" ʿAbd Allāh.